# Vanessa O'Brien
Vanessa Audi Rhys O'Brien (née le 2 décembre 1964 à Grosse Pointe, Michigan) est une exploratrice, alpiniste et participante à un vol suborbital américano-britannique. Ancienne directrice financière, elle est reconnue pour ses exploits en alpinisme et exploration, notamment comme la première femme à compléter le Grand Chelem des explorateurs en un an, et à atteindre les points le plus haut et le plus bas de la Terre.

## Biographie

### Formation et carrière professionnelle
Vanessa O'Brien est titulaire d’un Bachelor of Arts en économie, et d’un Executive MBA en finance de la New York University Stern School of Business. En 2021, elle est nommée parmi les dix anciens élèves les plus célèbres de cette institution. Elle a occupé des postes de direction financière et de développement commercial chez Morgan Stanley, Barclays Bank et Bank of America.

### Expéditions et records
En 2013, Vanessa O'Brien devient la première femme à compléter le Grand Chelem des explorateurs, qui inclut l’ascension des sept sommets, les traversées à ski jusqu’aux pôle Nord et pôle Sud, et le défi des trois pôles, en seulement 11 mois, un record pour une femme,. Elle établit également un record mondial Guinness en gravissant les Sept sommets en 295 jours, le temps le plus rapide pour une femme.
En 2017, elle devient la première femme britannique et américaine à atteindre le sommet du K2, le deuxième plus haut sommet du monde, à l’âge de 52 ans, établissant un record d’âge pour une femme sur cette montagne,. Elle a également gravi cinq des quatorze sommets de plus de 8 000 mètres (Shishapangma, Everest, Cho Oyu, Manaslu et K2), dont deux consécutivement en huit jours (Shishapangma et Cho Oyu).
Le 12 juin 2020, elle devient la première femme à atteindre les points les plus haut (Everest) et les plus bas (Challenger Deep dans la fosse des Mariannes) de la Terre, lors d’une expédition avec Caladan Oceanic en partenariat avec la NOAA (Agence américaine d'observation océanique et atmosphérique) pour cartographier le fond de la fosse des Mariannes,.

### Vol spatial
Le 4 août 2022, Vanessa O'Brien effectue un vol suborbital à bord de la capsule New Shepard lors de la mission NS-22 de Blue Origin, atteignant une altitude de 107 km au-dessus du niveau moyen de la mer. Elle reçoit la reconnaissance de la FAA pour ce vol,. Ce vol, d’une durée de 10 minutes et 20 secondes, marque la première mission de Blue Origin avec deux femmes à bord, et O'Brien y porte le drapeau de l’ONU Femmes. Elle devient ainsi la première femme à compléter la « Trifecta Extrême des Explorateurs » (extrêmes sur terre, mer et air) en passant la ligne de Kármán.

## Engagements
Membre de la Royal Geographical Society (FRGS) et membre honoraire du conseil consultatif de la Scientific Exploration Society (SES), O'Brien s’engage également dans des actions caritatives. En 2013, elle porte le drapeau de la Croix-Rouge américaine au Pôle Nord. En 2017, elle participe au Marathon de Boston, contribuant à lever plus de 512 000 $ pour la Croix-Rouge américaine.